# Graham Coxon
Graham Leslie Coxon (* 12. března 1969 v Rintelnu v tehdejším Západním Německu) je britský písničkář a kytarista kapely Blur.

## Dětství
Coxon se narodil v Rintelnu, v Západním Německu. Jako dítě žil ve městě Spondon, nedaleko Derby. V tomto období byl fanouškem Derby Country F.C. Poté se přestěhoval do východní Anglie, a to do Colchesteru. Tam vyrůstal společně s budoucím členem kapely Blur, Damonem Albarnem.

## Sólová diskografie

### Studiové desky
- The Sky Is Too High, 1998
- The Golden D, 2000
- Crow Sit on Blood Tree, 2001
- The Kiss of Morning, 2002
- Happiness in Magazines, 2004
- Love Travels at Illegal Speeds, 2006
- The Spinning Top, 2009
- A+E, 2012

### Soundtracky
- The End of the F***ing World, 2018
- The End of the F***ing World 2, 2019
- I Am Not Okay With This, 2020 (jako "Bloodwitch")
- Superstate, 2021

### Koncertní záznamy
- Live At The Zodiac, 2004
- Burnt To Bitz, 2006
- Live at Brixton Academy, 2011